# Right Round
"Right Round" é uma canção do rapper norte-americano Flo Rida, contida em seu segundo álbum de estúdio, R.O.O.T.S. (2009). Conta com a participação da cantora compatriota Kesha. Foi composta por Flo Rida juntamente com Justin Franks, Philip Lawrence, Bruno Mars, Pete Burns, Stephen Coy, Michael Percy, Timothy Lever, Dr. Luke e Kool Kojak, sendo produzida pelos dois últimos. A faixa foi lançada como primeiro single do disco em 27 de janeiro de 2009. Liricamente, trata-se sobre apaixonar-se por uma mulher em um clube de striptease, enquanto incorpora o refrão de "You Spin Me Round (Like a Record)", canção de 1984 da banda britânica Dead or Alive em sua melodia. De acordo com Mars, as letras do refrão fazem referências à pratica do sexo oral.
A canção recebeu revisões geralmente negativas da mídia especializada, que alegaram ser kitsch e misógino. Entretanto, obteve êxito comercial nas tabelas musicais, liderando as da Austrália, do Canadá, dos Estados Unidos, da Irlanda e do Reino Unido. Também listou-se entre as cinco primeiras na Alemanha, na Áustria, na Dinamarca, na Eslováquia, na França, na Noruega, na Nova Zelândia, nos Países Baixos, na Suécia e na Suíça. "Right Round" quebrou o recorde de faixa mais vendida em uma única semana em território americano. Seu vídeo musical acompanhante foi dirigido por Malcolm Jones e indicado aos MTV Video Music Awards de 2009 na categoria de Best Hip-Hop Video. A participante Kesha foi convidada para aparecer na produção, porém, recusou por querer ser reconhecida pelo seu próprio trabalho.

## Antecedentes e gravação

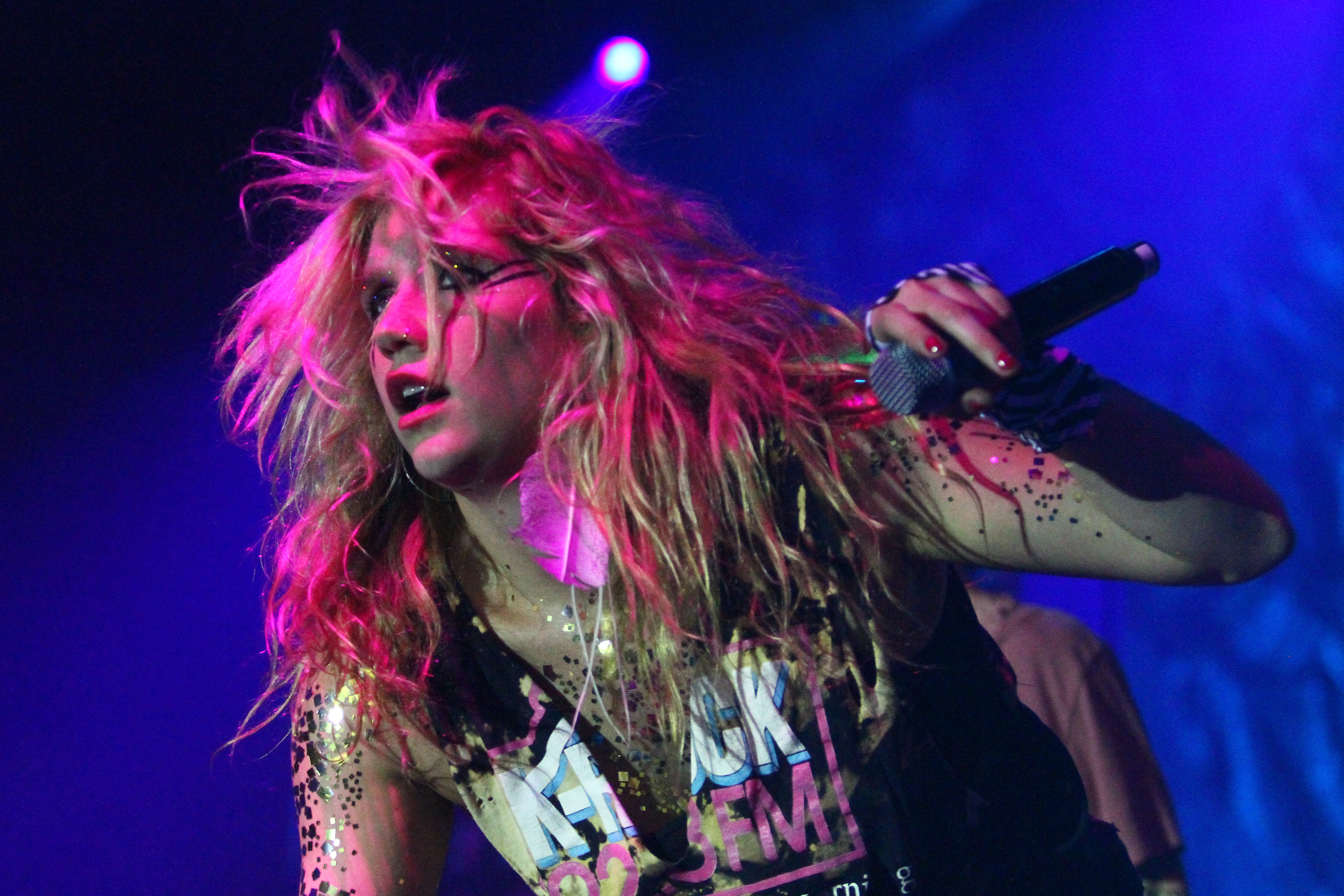
A inclusão de Kesha foi sugestão do produtor Dr. Luke, conforme a decisão do rapper de adicionar um vocal feminino na faixa.

A canção foi composta por Flo Rida, Lukasz Gottwald, Allan Grigg, Justin Franks, Philip Lawrence, Bruno Mars, Aaron Bay-Schuck, Pete Burns, Steve Coy, Mike Percy e Tim Lever7, sendo produzida por Dr. Luke e Koool Kojak. Também conta com a participação da cantora americano Kesha. No final de 2008, o rapper e Gottwald estavam trabalhando em uma faixa chamada "Right Round" e os dois decidiram que precisavam de um verso feminino, então, o produtor convocou Kesha para gravar os vocais necessários. De acordo com o cantor, a música é sobre "uma jovem moça, ela talvez esteja em um clube de striptease e ela faz minha cabeça girar, [...] Ou qualquer mulher que vejo andando na rua e ganhe minha atenção. (...) Eu estou ficando louco por ela."
O single contém demonstrações de "You Spin Me Round (Like a Record)" (1984) da banda Dead or Alive. Flo Rida explicou que cresceu ouvindo esta e outras gravações semelhantes como resultado dos variados gêneros musicais que suas sete irmãs escutavam. No entanto, foi seu A&R Aaron Bay-Schuck que surgiu com a ideia originalmente. Ele contou à HitQuarters, que havia ouvido as batidas produzidas pelo DJ Frank E em CD de ritmos acelerados, mas que continuava escutando a melodia da composição de Dead or Alive sobre as obras do DJ em sua cabeça.
Sendo R.O.O.T.S. seu segundo álbum de estúdio, Flo Rida queria mostrar sua evolução musical, "ampliando seus horizontes", decidindo então gravar "Right Round". As gravações de "Right Round" decorreram nos Conway Recording Studios e Atlantic Studios, em Hollywood, Califórnia, após Luke produzir a demonstração.

## Composição
Musicalmente, é uma canção de gênero southern hip hop, que contém os recorrentes temas de pop rap trabalhados por Flo Rida. O crítico David Jeffries, do portal Allmusic, notou semelhanças entre esta faixa e "Low" (2007), denominando-a como a "aparente herdeira" do single de estreia do cantor. Leah Greenblatt, da revista, Entertainment Weekly, chamou a composição de "arrogante" e observou o "pesado" uso do baixo. As letras são sobre estar com os amigos em um clube de striptease e jogar dinheiro para uma mulher que está executando sua performance. Adicionalmente, as linhas do refrão: "Você faz minha cabeça girar, girar / Quando você desce, quando você desce, desce", podem ser interpretadas como uma referência à felação. O co-compositor, Bruno Mars, confirmou, em entrevista à Entertainment Weekly, que o verso fazia alusão à pratica do sexo oral. A temática sexual da obra foi comparadas às de "If U Seek Amy" (2009), de Britney Spears.

## Videoclipe
O clipe foi filmado em Miami com o diretor Malcolm Jones e foi lançado como parte da promoção de "Countdown to R.O.O.T.S." (Contagem regressiva para R.O.O.T.S.) pelo iTunes em 10 de Março de 2009.

## Desempenho nas paradas musicais
A subida de Right Round de 58-1 nos Estados Unidos em 18 de Fevereiro de 2009 - vendendo 663.000 em donwloads digitais -, sua permanência na primeira posição por cinco semanas, e a estreia em primeiro lugar na parada mundial com 383.000 pontos (permanecendo lá por cinco semanas também), mostram que a canção deve ser um dos hits de 2009. É a segunda canção de Flo Rida no topo da Billboard e a primeira no topo do mundo.
 Canadá, Austrália, Irlanda, Reino Unido e Turquia são os outros lugares onde a canção chegou ao pico, tendo ficado por 9, 7 e 3 semanas em #1 nestes três primeiros e tendo estreado nestes dois últimos no número 1.

### Posições
| Paradas (2009)                                     | Melhor posição |
| -------------------------------------------------- | -------------- |
| África do Sul - 5FM Top 40                         | 2              |
| Alemanha - Germany Singles Top 100                 | 4              |
| Austrália - ARIA Parada de Singles                 | 1(7x)          |
| Áustria - Parada de Singles                        | 2              |
| Bélgica - Parada de Singles (Vl)                   | 4              |
| Bélgica - Parada de Singles (Wa)                   | 1              |
| Canadá - Hot 100                                   | 1(9x)          |
| Chile - Top 20                                     | 3              |
| Dinamarca - Parada de Singles                      | 3              |
| Estados Unidos - Billboard Hot 100 Singles         | 1              |
| Estados Unidos - Billboard Hot R&B/Hip-Hop Singles | 1              |
| Estados Unidos - Billboard Hot Rap Tracks          | 3              |
| Estados Unidos - Billboard Pop 100                 | 1              |

| Paradas (2009)                          | Melhor posição |
| --------------------------------------- | -------------- |
| Finlândia - Parada de Singles           | 3              |
| França - Les Charts - Parada de Singles | 2              |
| Grécia - Parada de Singles              | 6              |
| Irlanda - Top 50 Singles                | 1(3x)          |
| Noruega - Top 20                        | 2              |
| Nova Zelândia RIANZ - Parada de Singles | 2(4x)          |
| Países Baixos - Dutch Top 100 Singles   | 4              |
| Países Baixos - Dutch Top 40 Singles    | 3              |
| Reino Unido - UK Singles Chart          | 1              |
| Rússia - Tophit 100 Airplay Detention   | 14             |
| Suécia - Parada de Singles              | 3              |
| Suíça - Parada de Singles               | 2              |
| Chéquia - Top 100 - ČNS IFPI            | 7              |
| Turquia - Top 20                        | 1              |
| Ucrânia - Top 40                        | 12             |

### Vendas e certificações
| País           | Certificação | Vendas     |
| -------------- | ------------ | ---------- |
| Austrália      | Platina      | 70,000+    |
| Dinamarca      | Ouro         | 4,000+     |
| Nova Zelândia  | Ouro         | 7,500+     |
| Estados Unidos | 4× Platina   | 4,000,000+ |

## Histórico de Lançamento
| Região         | Data                    | Gravadora                 | Formato          |
| -------------- | ----------------------- | ------------------------- | ---------------- |
| Estados Unidos | 25 de Janeiro de 2009   | Poe Boy, Atlantic Records | Rádio            |
| Estados Unidos | 10 de Fevereiro de 2009 | Poe Boy, Atlantic Records | Download Digital |
| Reino Unido    | 1 de Março de 2009      | Atlantic Records          | Download Digital |
| Reino Unido    | 23 de Março de 2009     | Atlantic Records          | CD Single        |